# Ruagea subviridiflora
Ruagea subviridiflora är en tvåhjärtbladig växtart som först beskrevs av C. Dc. och Hermann August Theodor Harms, och fick sitt nu gällande namn av Hermann August Theodor Harms. Ruagea subviridiflora ingår i släktet Ruagea och familjen Meliaceae. Inga underarter finns listade i Catalogue of Life.